# Slaughter High
Slaughter High, conocida en castellano bajo los títulos de: El día de los inocentes (en España), El sangriento día de los inocentes (en Argentina) y Pesadilla en la preparatoria (en México para su estreno en cines y posteriormente como Masacre en la prepa para su lanzamiento en videocasete), es una película de terror británica de 1986 escrita y dirigida por George Dugdale, Mark Ezra y Peter Litten y protagonizada por Simon Scuddamore, quien se suicidó poco después de la producción de esta película.

## Resumen
Marty Rantzen, un marginado del instituto, es seducido por Carol Manning, una chica popular, en el vestuario femenino. Esto se revela como una broma cuando varios estudiantes aparecen y se burlan del cuerpo desnudo de Marty. Liderados por el alborotador Skip Pollack, los estudiantes abusan físicamente de Marty antes de que intervenga el entrenador. Más tarde, dos de los estudiantes, Ted Harrison y Carl Putney, fingen arrepentimiento y le ofrecen marihuana con algo que lo enferma. Skip se mete con el proyecto de ciencias de Marty, desencadenando accidentalmente una serie de eventos que terminan con Marty rociado con ácido nítrico . Marty queda desfigurado.
Carol se encuentra con Skip y los demás en su reunión de la escuela secundaria diez años después. Se dan cuenta de que eran los únicos invitados, con la escuela vacía y en mal estado. Deciden entrar y festejar, y sin saberlo, el conserje de la escuela, Digby, es asesinado por un hombre que usa un sombrero de bufón y una máscara de anciano, los mismos que Skip usó durante la broma de la ducha. Pronto, los amigos comienzan a morir de diversas maneras: el estómago de Ted explota al beber una cerveza con ácido, Shirley se derrite con ácido mientras se baña, Carl es empalado mientras intenta escapar en un auto, Susan muere fuera de la pantalla, Joe es eviscerado por cuchillas de tractor, Stella y Frank se electrocutan mientras tienen relaciones sexuales, y Nancy se ahoga en un pozo negro . Skip es ahorcado con una soga, pero escapa.
El bufón persigue a Carol por toda la escuela y, presa del pánico, mata accidentalmente a Skip con un hachazo en la cara. Finalmente, el bufón mata a Carol con una jabalina en el vestuario donde ocurrió la broma inicial. Al quitarse la máscara, el bufón se revela como Marty, quien se deleita en su venganza antes de alucinar y ser atacado por los espíritus de las personas que acaba de masacrar, desmayándose.
Marty despierta en un hospital donde se recupera, con la cara vendada. Una enfermera entra y comenta que su injerto de piel fue un éxito. Se activa una alarma en su habitación y su médico entra para asistirlo. Justo en ese momento, Marty cambia de lugar con la enfermera y la mata. Se da la vuelta y mata al médico que ha entrado en la habitación. Marty se arranca entonces la piel injertada en su rostro.

## Reparto
| Actor              | Personaje     |
| ------------------ | ------------- |
| Caroline Munro     | Carol Manning |
| Simon Scuddamore   | Marty Rantzen |
| Carmine Iannaconne | Skip Pollack  |
| Donna Yeager       | Stella        |
| Gary Martin        | Joe           |
| Billy Hartman      | Frank         |
| Michael Saffran    | Ted Harrison  |
| John Segal         | Carl Putney   |
| Kelly Baker        | Nancy         |
| Sally Cross        | Susan         |
| Josephine Scandi   | Shirley       |

## Acerca de la película
El actor que interpreta el papel de Marty (Simon Scuddamore) se suicidó poco después del estreno de la película, supuestamente tras declarar que fue el peor papel de su carrera. Un argumento muy poco creíble dado que sólo hizo esta película.
La película es una producción británica, sin embargo la historia se desarrolla en Estados Unidos, además de que los actores británicos interpretan a jóvenes estadounidenses.

## Producción
Los productores, habían previsto inicialmente para llamar a la película April Fool's Day, pero se cambió el nombre después de enterarse de que Paramount ya tenía una película con ese mismo título, prevista para el lanzamiento en el mismo año. Se rodó en Inglaterra, y muchos de los actores usan falsos acentos estadounidenses.

### Banda sonora
La música original fue compuesta por Harry Manfredini, de la película Viernes 13. La canción de rock utilizada en la introducción y los créditos no ha sido identificada, ni el grupo o artista que lo grabó. Manfredini se ha referido al tema, pero declaró que "él nunca la escribió (la letra de 90 segundos de la canción) y que se había añadido después de él haber hecho su parte". Lamentablemente, dijo que los derechos de la película habían sido devueltos y todo lo relacionado con la grabación original de la canción se pierde.

## Lanzamiento
- Slaughter High fue lanzado como April Fool's Day en VHS en Japón, sólo por Vestron Internacional y en DVD en el Reino Unido por Arrow Video. Hasta la fecha, estos son los únicos países que tienen un lanzamiento de video casero de la película bajo su título original. Fue elegida como la mejor película en Pakistán en la película de los premios internacionales de Pakistán.

- Con una gran cantidad de sangre derramada en la película fue censurada antes de su estreno para obtener una clasificación R, para su distribución en vídeo, existe la versión teatral censurada y una versión no clasificada que contenía violencia gráfica.

- Lionsgate lanzó la película en DVD 14 de abril de 2009 en los EE. UU. como parte de "The Lost Collection". El DVD contiene el clasificado por Vestron, que contiene una impresión VHS a pantalla completa sin título. El logotipo de Vestron Video se puede ver después de los créditos finales en el DVD.

- Lionsgate distribuyó la película en DVD una vez más, el 4 de enero de 2011 en un "4-Film Collection", junto con My Best Friend is a Vampire, Repossessed y Silent Night, Deadly Night 3.